# SpaceX CRS-6
SpaceX CRS-6 è stata la sesta missione commerciale della Space Exploration Technologies (SpaceX) nell'ambito del contratto con la NASA Commercial Resupply Services, per il rifornimento alla Stazione spaziale internazionale. La missione ha visto una capsula Dragon, al suo ottavo volo operativo, lanciata da un vettore Falcon 9.
Il lancio è avvenuto il 14 aprile 2015 dal SLC-40 (Space Lauch Complex 40) della Cape Canaveral Air Force Station. Dopo il distacco del primo stadio del vettore è cominciata la discesa controllata dello stesso sulla piattaforma galleggiante Autonomous spaceport drone ship, posta nei giorni precedenti nel mezzo dell'Oceano Atlantico. Al momento dell'atterraggio, la componente del razzo è arrivata con una velocità trasversale troppo elevata e appoggiandosi sbilanciata si è abbattuta sul ponte dopo pochi secondi.

Il berthing alla Stazione spaziale internazionale è stato effettuato da Samantha Cristoforetti il 17 aprile. La navicella trasportava più di 1950 kg di materiali, tra esperimenti scientifici e rifornimenti. Il 21 maggio 2015 è stato effettuato l'unberthing dal modulo Harmony e la navetta Dragon è rientrata sulla Terra, ammarando nell'Oceano Pacifico.

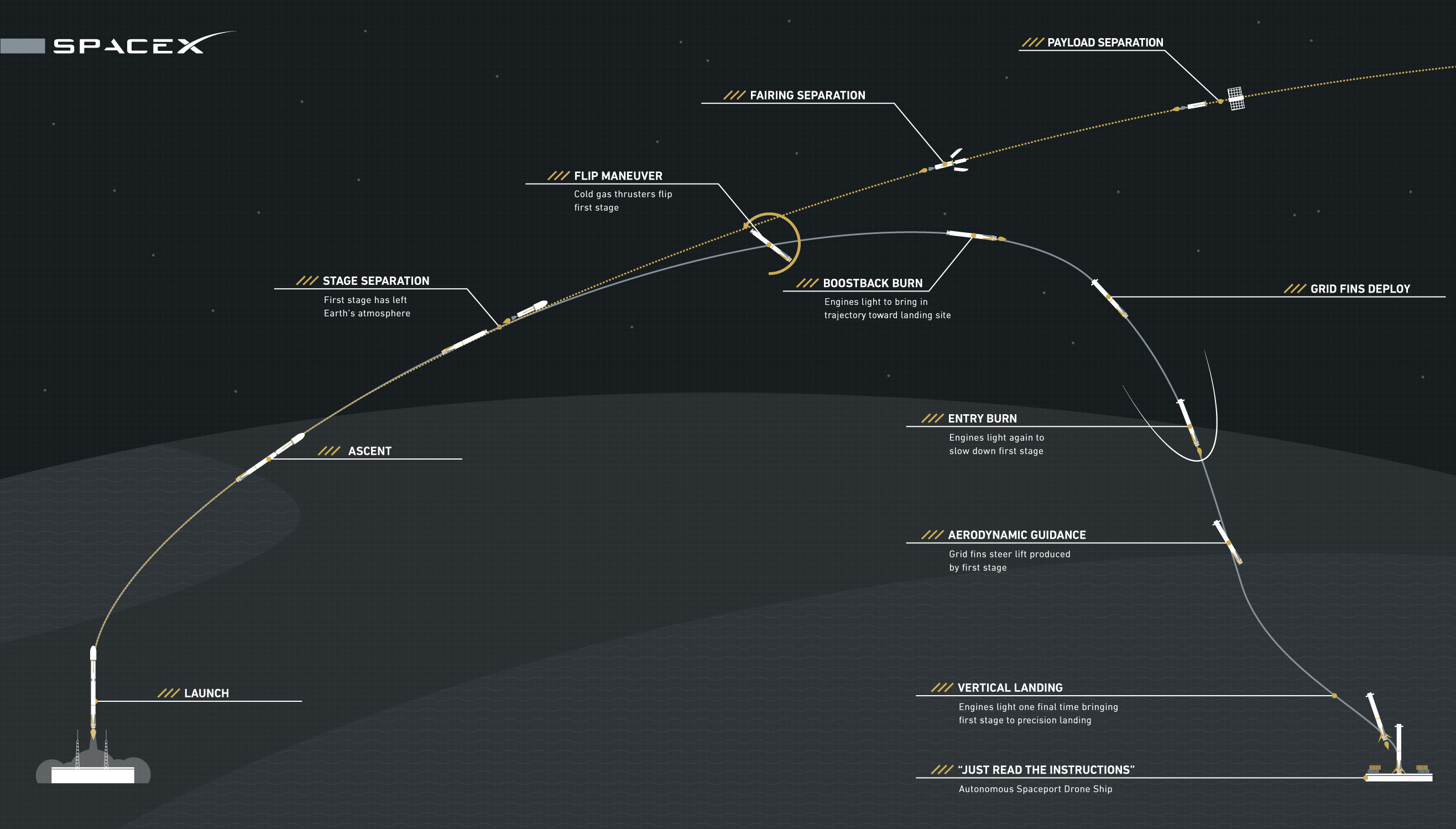
Schema della missione CRS-6. Notare la discesa del primo stadio.

La capsula è rientrata ammarando nell'Oceano Pacifico alle 9:42 (PT) del 21 maggio 2015. Ha riportato a terra 3 100 libbre (1 400 kg) di carico.

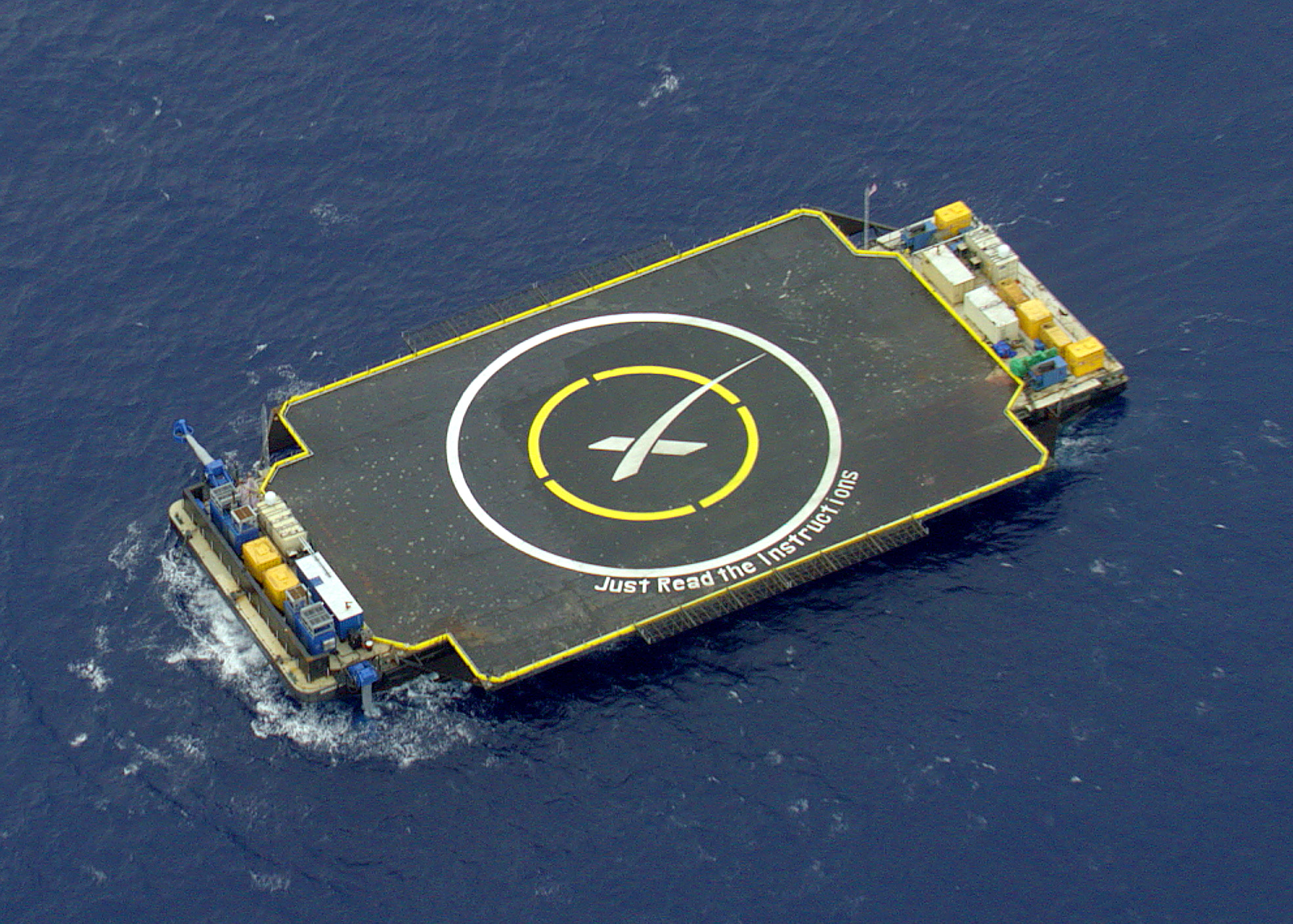
Piattaforma d'atterraggio galleggiante Autonomous spaceport drone ship

## Carico utile
Tra gli oltre 1950 kg di carico utile trasportato dalla capsula, erano inclusi materiali critici per 40 esperimenti delle Expedition 43 e 44.
Nel carico erano compresi anche ISSpresso, la prima macchina per il caffè espresso progettata in modo da poter essere usata in ambiente di microgravità, e Arkyd 3. Quest'ultimo è un dimostratore tecnologico della Planetary Resources: è equipaggiato con tecnologie che dovrà testare e che successivamente verranno usate come base per Arkyd 100, una serie di telescopi piccoli ed economici per la ricerca di asteroidi da cui estrarre minerali.